# Gustavs
Gustavs (finska: Kustavi) är en kommun i landskapet Egentliga Finland. Gustavs har 971 invånare och har en landyta på 770,1 km².
Gustavs är enspråkigt finskt.

## Historik
Landhöjningen har starkt påverkat Gustavs utformning. Under järnåldern då vattennivån var 5 meter högre var det endast byarna närmast sundet mot Tövsala som var bebodda. Med landhöjningen kom en inflyttning från Åland och Sverige och då befolkades byarna på båda sidor av sundet Strömma. År 1554 utgjorde socknen en kapellförsamling (Vartsala) av medeltida ursprung och lydde under Tövsala. För de svenska gudstjänsterna uppfördes tidigt Sankt Johannes predikohus i Norrby där svenska gudstjänster hölls ännu under senare delen av 1600-talet. För de finska gudstjänsterna uppfördes 1676 Sankt Jakobs kapell i Gunnarsby. Postvägens inrättande och uppgrundningen av den innersta farleden fick till stånd att socknens centrum flyttade till Kivimaa by. Detta kröntes av att Sankt Jakobs kapell revs och 1783 på nytt uppfördes i Kivimaa. Kyrkans och församlingens namn blev då till konungens ära Gustavs.
Då Gustavs 1540 hade haft 103 bondehemman var de 1675 endast 51, övriga var landbondehemman. I socknen fanns då 10 säterier. Språkgränsen hade mot slutet av 1600-talet förskjutits till Skiftet där den går än idag. I Gustavs bodde 1749 1 088 personer och befolkningen växte till år 1900 till 2 520 invånare. Åren 1866–1914 flyttade rentav 500 personer till USA.
Näringarna på 1700-talet var framför allt strömmingsfiske. Såväl spannmål som virke måste hämtas från andra håll. Handelsresorna till Stockholm fortsatte ända till 1930-talet. Övergången till ryskt styre medförde så småningom handelsfärder till Tallinn och Sankt Petersburg. Krimkriget medförde att världshandeln blev fri för alla finska undersåtar. Bondeseglationen var en viktig näring under 1800-talets sista decennier och kompletterades med högsjöfart. Även skeppsbyggnad förekom i bygden. År 1877 grundade man ett sjömanshus i Gustavs.
I augusti 1808 utkämpades ett sjöslag mellan enheter ur de ryska och svenska skärgårdsflottorna vid Isoluoto intill Strömmens öppning mot Iniöfjärden. Det var finska krigets blodigaste skärgårdssjöslag. Gustavs förbindelser med omvärlden förbättrades med ångbåtslinjen mellan Åbo och Nystad på 1850- och 1860-talet. År 1865 gjordes Gustavs kapellförsamling till en självständig församling. Även den kommunala självstyrelsen kom samma år men togs i bruk först år 1874. År 1919 infördes kommunfullmäktige och politiska partier men viktigare var ”bypartierna”. År 1969 började man bygga sin första kommunalgård.
Sevärdheter är Gustavs kyrka från 1700-talet, Gustavs skärgårdsmuseum och Jeremias grottor (naturformation).

## Geografi
Byar i Gustavs: Anavainen, Bleknäs (Pleikilä), Boda (Puore), Böle (Pyöli), Elmnäs (Elmnäinen), Frisby (Friisilä), Godelsjö (Koelsuu), Grönvik (Viherlahti), Gunnarsby (Kunnarainen), Idula, Kaurissalo, Kivimaa, Koivula/Koila, Lilla Rahi (Vähä-Rahi), Lypertö (Lypyrtti), Långstjert (Langstet), Löpö (Laupunen), Parattula, Rahinkorpi, Ruola, Sjusholm (Siusluoto), Skepparholm (Kiparluoto), Stansholm (Kevo), Stora Rahi (Iso-Rahi), Stor Malö (Iso Koiluoto), Storskär (Isoluoto), Strömma (Ruoni), Sundäng (Salminiittu), Vartsala Norrby (Pohjois-Vartsala), Vartsala Söderby (Etelä Vartsala), Västerby
På ön Enskär finns en fyr. Osnäs (fi. Vuosnainen) är en färjhamn. Sexmilaren (fi. Seksmiilari ) är ett fjärdstråk. Iniöfjärden skiljer Gustavs från Iniö.

## Politik

### Mandatfördelning i Gustavs kommun, valen 1976–2021
| 1 | 4 | 5 | 2 | 5 |

| 1 | 4 | 5 | 1 | 6 |

| 1 | 3 | 1 | 6 | 1 | 5 |

| 3 | 1 | 7 | 1 | 5 |

| 1 | 4 | 6 | 6 |

| 1 | 4 | 6 | 6 |

| 3 | 7 | 7 |

| 3 | 7 | 7 |

| 11 | 6 |

| 3 | 6 | 8 |

| 11 | 6 |

| 4 | 6 | 7 |

| 10 | 7 |

| 3 | 5 | 7 |

| 9 | 6 |

| 2 | 1 | 5 | 7 |

| 9 | 6 |

## Kommunikationer
Den huvudsakliga förbindelsen mellan Iniö och fastlandet går med förbindelsebåt från Heponiemi i Gustavs. Den norra förbindelsen mellan Åland och fastlandet går med förbindelsebåt mellan Osnäs i Gustavs och Åva i Brändö kommun.

## Demografi

### Befolkningsutveckling
| Befolkningsutvecklingen i Gustavs kommun 1975–2020                                                           | Befolkningsutvecklingen i Gustavs kommun 1975–2020 | Befolkningsutvecklingen i Gustavs kommun 1975–2020 | Befolkningsutvecklingen i Gustavs kommun 1975–2020 | Befolkningsutvecklingen i Gustavs kommun 1975–2020 |
| --- | -------------------------------------------------- | -------------------------------------------------- | -------------------------------------------------- | -------------------------------------------------- |
| |                                                    |                                                    |                                                    |                                                    |
| År |                                                    |                                                    | Folkmängd                                          |                                                    |
| 1975 | 1975                                               |                                                    | 1 358                                              |                                                    |
| 1980 | 1980                                               |                                                    | 1 285                                              |                                                    |
| 1985 | 1985                                               |                                                    | 1 239                                              |                                                    |
| 1990 | 1990                                               |                                                    | 1 150                                              |                                                    |
| 1995 | 1995                                               |                                                    | 1 067                                              |                                                    |
| 2000 | 2000                                               |                                                    | 1 008                                              |                                                    |
| 2005 | 2005                                               |                                                    | 930                                                |                                                    |
| 2010 | 2010                                               |                                                    | 874                                                |                                                    |
| 2015 | 2015                                               |                                                    | 895                                                |                                                    |
| 2020 | 2020                                               |                                                    | 962                                                |                                                    |
| Anm: Uppgifterna avser förhållandena den 31 december nämnda år enligt områdesindelningen den 1 januari 2022. |                                                    |                                                    |                                                    |                                                    |

### Språk
Befolkningen efter språk (modersmål) den 31 december 2022. Finska, svenska och samiska räknas som inhemska språk då de har officiell status i landet. Resten av språken räknas som främmande. För språk med färre än 10 talare är siffran dold av Statistikcentralen på grund av sekretesskäl.
| Språk                        | Talare 2022-12-31 | Talare 2022-12-31 |
| Språk                        | Antal             | Andel (%)         |
| ---------------------------- | ----------------- | ----------------- |
| Hela befolkningen            | 950               | 100,0             |
| Inhemska språk totalt        | 915               | 96,3              |
| Finska                       | 900               | 94,7              |
| Svenska                      | 15                | 1,6               |
| Främmande språk totalt       | 35                | 3,7               |
| Estniska                     | 11                | 1,2               |
| Språk med färre än 10 talare | 24                | 2,5               |

|  | Finska (94,7 %) |

|  | Svenska (1,6 %) |

|  | Främmande språk (3,7 %) |

|  | Finska (94,7 %) |

|  | Svenska (1,6 %) |

|  | Främmande språk (3,7 %) |

## Kända personer från eller i Gustavs
- Volter Kilpi (författare)
- Hagar Olsson (författare)
- Antti Wihuri (redare och mecenat)

## Bilder

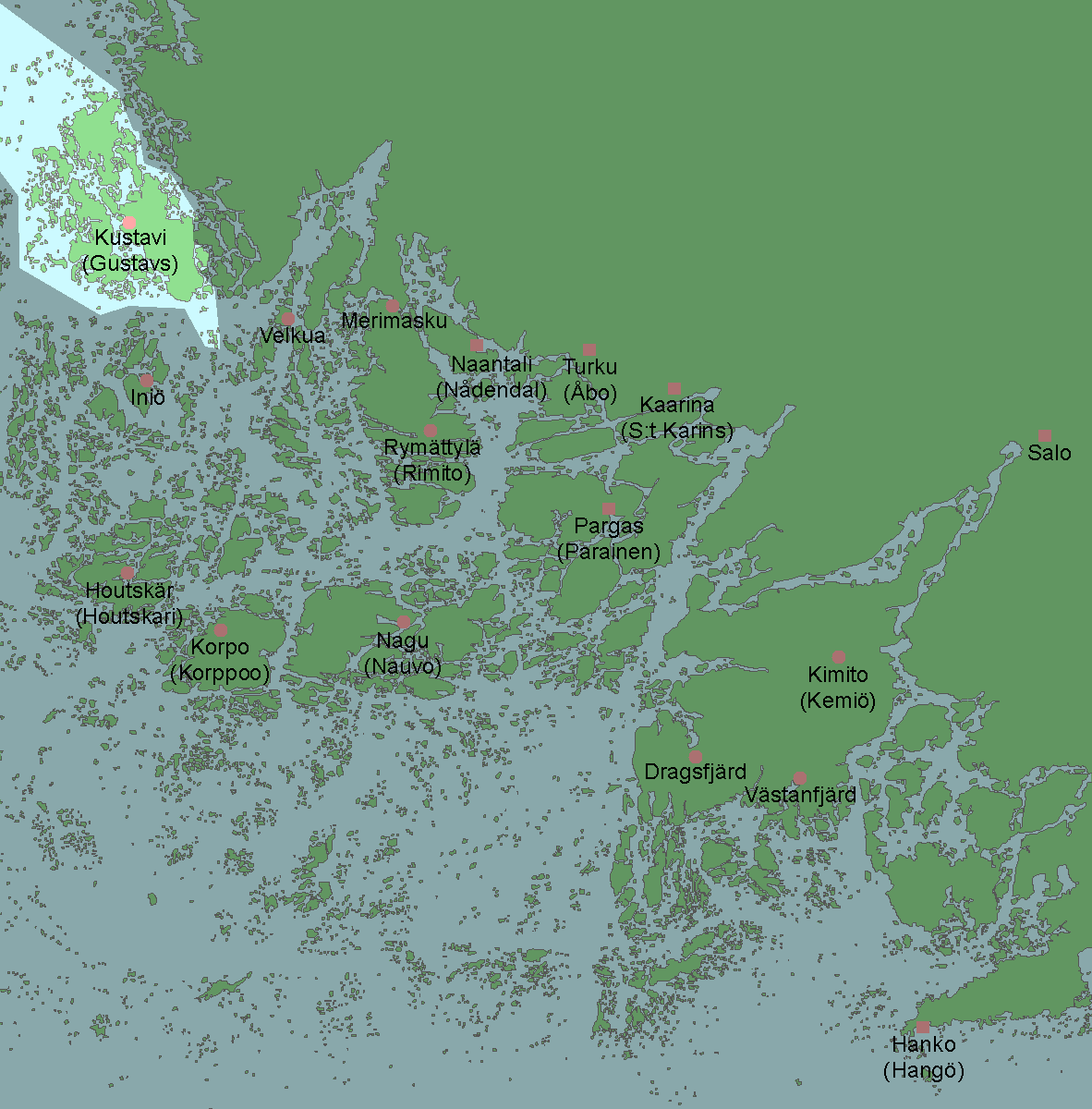
Gustavs kommuns läge i Åbo skärgård
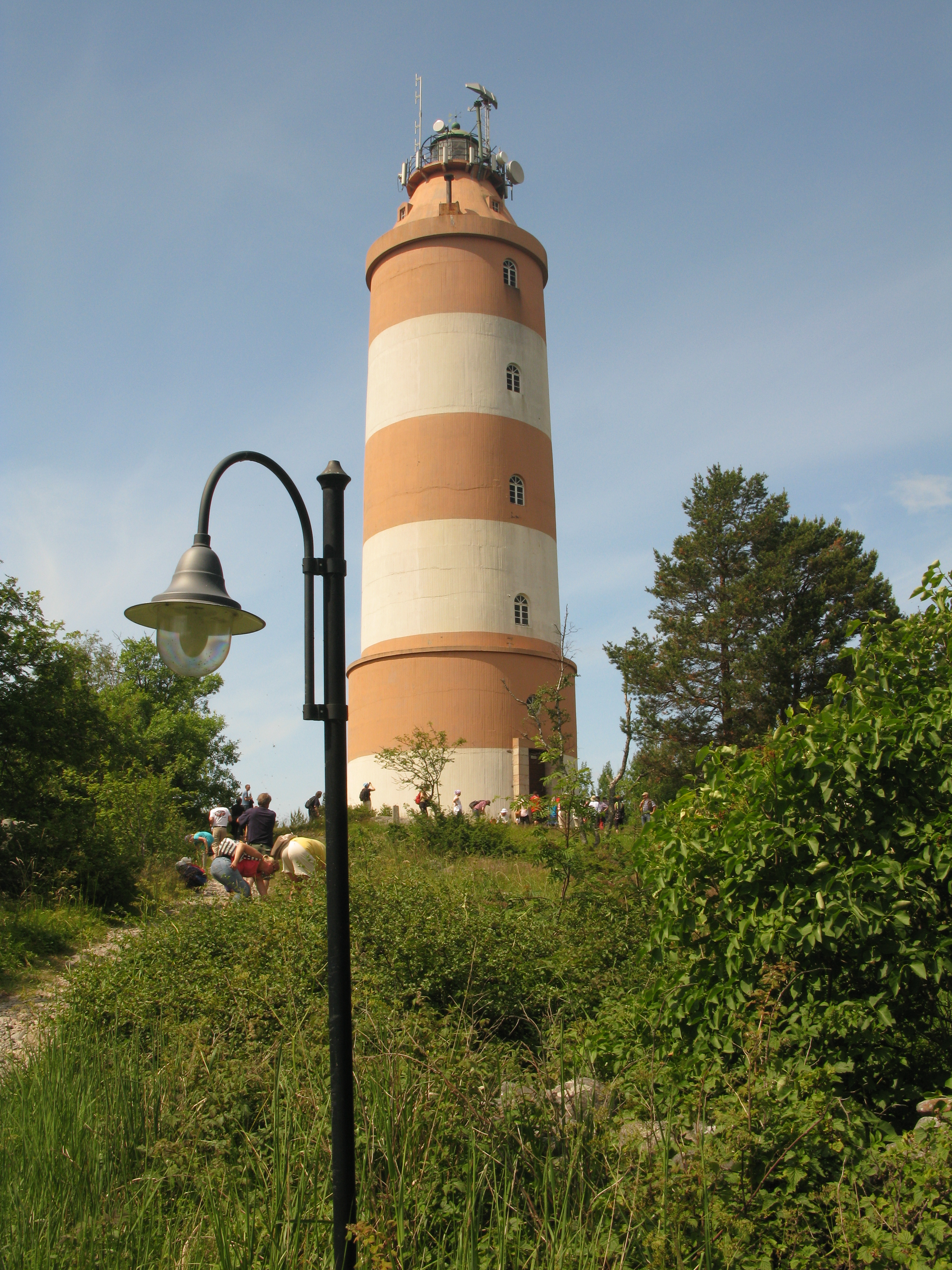
Enskärs fyr i Gustavs
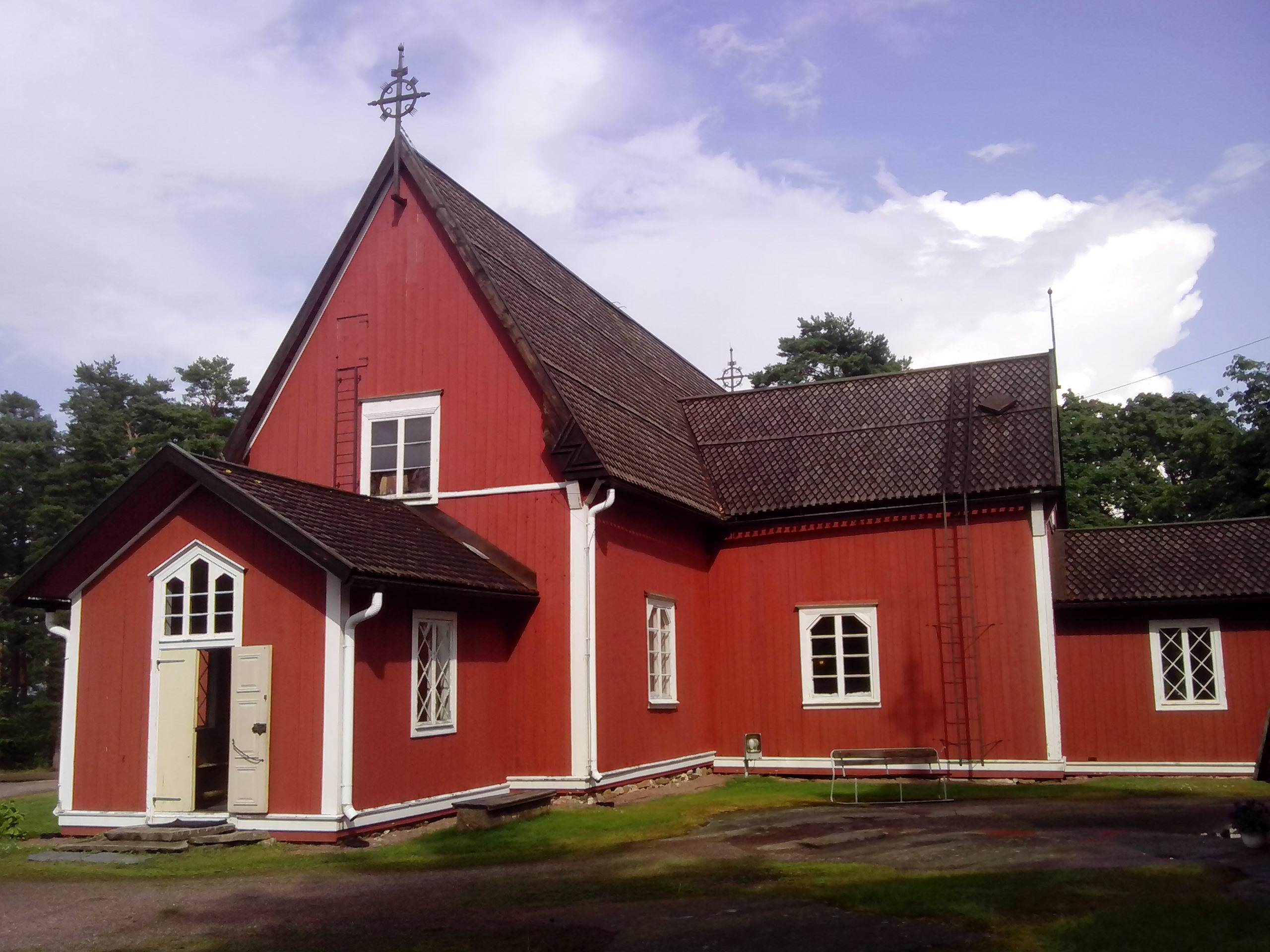
Gustavs kyrka
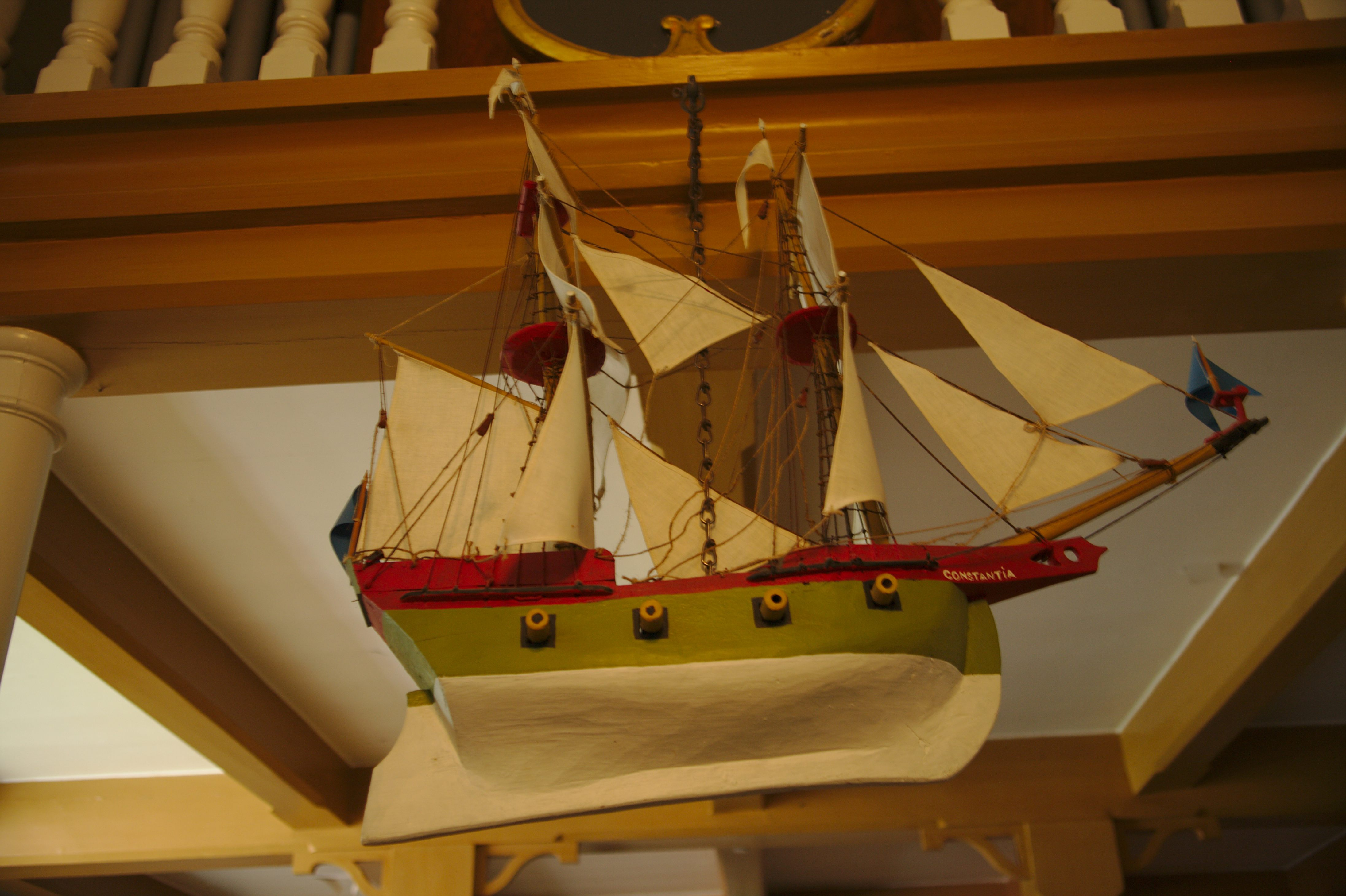
Votivskepp i Gustavs kyrka